# 남산초등학교 (영주시)
남산초등학교는 대한민국 경상북도 영주시에 있는 공립 초등학교이다.

## 학교 연혁
- 1985년 3월 1일: 남산국민학교로 개교
- 1996년 3월 1일: 남산초등학교로 개칭

## 참고 자료
- 남산초등학교 - 한국교육학술정보원 학교알리미